# Anjanejásana
Anjanejásana je matronymum pro Hanuman a je ásanou. Hanuman je ústřední postava v eposu Ramajána. Alternativní název je půlměsíc.

## Popis
Verze 1:
Verze 1:
1. Z výpadu položit zadní koleno.
2. Zvednout ruce dopředu a nahoru.

Verze 2:
1. Stejné jako verze 1, ale se zadní koleno zvednout a zadní noha v dorsální flexi (prsty zastrčené, paty zvednuté).